# Opuntia elatior

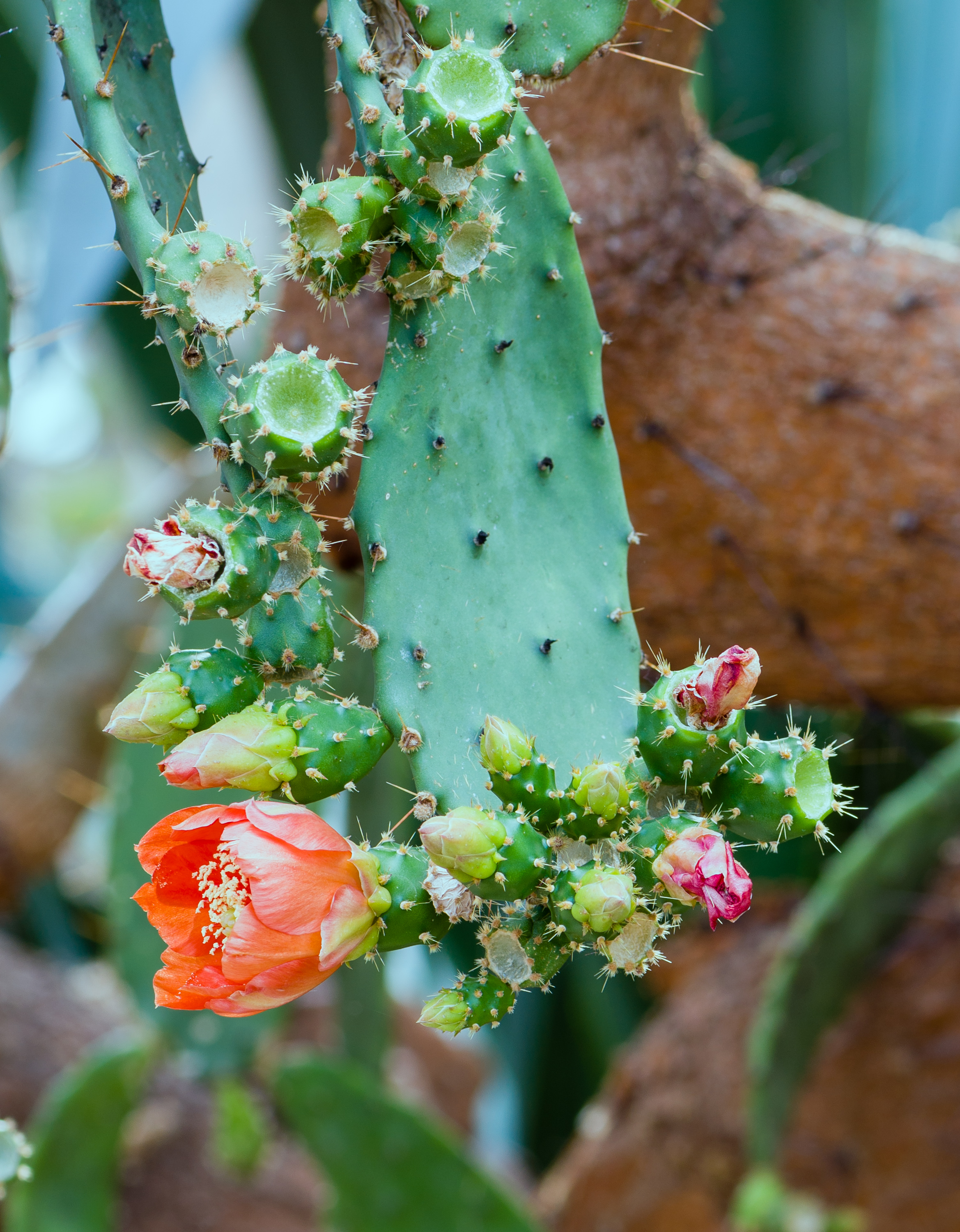
Triebabschnitt

Opuntia elatior ist eine Pflanzenart in der Gattung der Opuntien (Opuntia) aus der Familie der Kakteengewächse (Cactaceae). Das Artepitheton elatior stammt aus dem Lateinischen, bedeutet ‚größer‘ und verweist auf die Gestalt der Art.

## Beschreibung
Opuntia elatior wächst buschig bis baumförmig und erreicht Wuchshöhen bis 5 Meter. Die mehr oder weniger verkehrt eiförmigen oder länglichen, zum Teil auch runden Triebe sind olivgrün und 10 bis 40 Zentimeter lang. Die Areolen sind 2 bis 4 Zentimeter auseinanderstehend. Die 2 bis 8 pfriemlichen und schwarzbraun gefärbten Dornen sind 2 bis 4 Zentimeter lang. Die 5 Zentimeter breiten Blüten sind gelb und rot gestreift oder lachsrosa. Sie haben eine grüne Narbe. Die Staubfäden sind zahlreich und rosa oder rot.
Die verkehrt eiförmigen dunkelroten Früchte werden bis zu 4 Zentimeter groß, haben rotes Fleisch und sind genießbar.
Die Chromosomenzahl beträgt 2n = 44.

## Verbreitung, Systematik und Gefährdung
Opuntia elatior ist vermutlich auf der karibischen Insel Curaçao und im Norden von Südamerika endemisch. Große Populationen finden sich heute in Panama, Kolumbien und in Venezuela. Pflanzen von der zu Panama gehörenden Tobogilla-Insel haben schmalere eiförmige Glieder. In Australien gilt die Art bereits als verwildert, was auf menschliche Einflüsse zurückzuführen ist. Aus Mexiko wurde gleichfalls über Bestände in Kultur berichtet.
Die Erstbeschreibung erfolgte 1768 durch Philip Miller. Nomenklatorische Synonyme sind Cactus tuna var. elatior (Mill.) Sims (1813) und Cactus elatior (Mill.) Willd. (1814).
In der Roten Liste gefährdeter Arten der IUCN wird die Art als „Least Concern (LC)“, d. h. als nicht gefährdet geführt. Die zukünftige Entwicklung der Populationen ist unbekannt.

## Nachweise